# Нурма (приток Малой Кокшаги)
Нурма́ — река в России, протекает по Новоторъяльскому и Оршанскому районам Республики Марий Эл. Устье реки находится в 176 км от устья Малой Кокшаги по левому берегу. Длина реки составляет 17 км, площадь водосборного бассейна — 63,1 км².
Исток реки находится на западных склонах Вятского Увала у деревни Тишкино в 18 км к северо-западу от посёлка Новый Торъял. Рядом с истоком Нурмы находятся истоки нескольких небольших притоков Толмани, здесь проходит водораздел бассейнов Вятки и Малой Кокшаги. Река течёт на запад и юго-запад. Верхнее и среднее течение проходит по Новоторъяльскому району, нижнее — по Оршанскому. Протекает через село Пектубаево, деревни Ивакнур, Лоповцы, Мари-Есимбаево, Русское Есимбаево, Головино. Впадает в Малую Кокшагу ниже села Лужбеляк.

## Данные водного реестра
По данным государственного водного реестра России относится к Верхневолжскому бассейновому округу, водохозяйственный участок реки — Волга от Чебоксарского гидроузла до города Казань, без рек Свияга и Цивиль, речной подбассейн реки — Волга от впадения Оки до Куйбышевского водохранилища (без бассейна Суры). Речной бассейн реки — (Верхняя) Волга до Куйбышевского водохранилища (без бассейна Оки).
Код объекта в государственном водном реестре — 08010400712112100001029.